# Танел Падар
Танел Падар (27. октобар 1980, Халјала) јесте естонски певач и текстописац. У свету је најпознатији по победи на Песми Евровизије 2001.

## Биографија
Падар је постао познат по победи на Kaks takti ette, двогодишњем телевизијском такмичењу младих естонских певача, 1999. године.
Године 2001, заједно са бендом 2XL и Дејвом Бентоном је победио на такмичењу за Песму Евровизије 2001. са песмом Everybody.
Падар је 2003. године основао рок бенд под називом Tanel Padar & The Sun, који је један од најпопуларнијих бендова у Естонији. Августа 2017. године, Танел и бенд су одржали опроштајни концерт на острву Кихну.
Од 2017. Падар је почео да наступа као соло уметник.

## Лични живот
Старија сестра Танела Падара је певачица Герли Падар.
Био је ожењен Катарином Калда од 2003. до 2007.
Верио се за Лорен Вилман 2018. Имају две ћерке, Линду (2019) и Луну (2022).

## Дискографија

### Албуми
- The Greatest Hits (2005)
- Veidi valjem kui vaikus (A bit louder than silence) (2005)
- 100% Rock'n'roll (2006)
- The Sun Live 2006 (2007)
- Veidi valjem kui vaikus II (A bit louder than silence II) (2007)
- Here Comes The Sun (2008)
- Unisex (2008)
- RING (2010)
- Veidi valjem kui vaikus III (A bit louder than silence III) (2015)
- Sinu aeg (Your time) (2020)[2]